# Тоцука, Наохиро
Наохиро Тоцука (яп. 十束 尚宏 Тоцука Наохиро, род. в 1960 году в Токио) — японский дирижёр.

## Биография
Родился в 1960 году в Токио. Обучался в консерватории «Тохо Гакуэн», где его наставниками были Тадаси Мори, Сэйдзи Одзавы, Кадзуёси Акиямы и Тадааки Отаки. В 1984 году дебютировал как профессиональный дирижёр.
В 1988 — 1992 гг. занимал должность дирижёра симфонического оркестра Гунмы.
В 1992 — 1997 гг. ведущий дирижёр Токийского городского филармонического оркестра.
В 1994 — 1998 гг. музыкальный директор симфонического оркестра Хиросимы.
После 1998 года занимается собственными произведениями.

## Награды и почётные звания
- 1982: Лауреат Мин-Он дирижёрского конкурса (международный музыкальный конкурс Токио).
- 1983: Лауреат музыкального конкурса имени С. А. Кусевицкого, США[1].

## Первое исполнение
- 1989: Р. К. Щедрин. Четвёртый концерт для оркестра «Хороводы». Токийский симфонический оркестр. Концерт написано по просьбе Сантори холла[англ.][2][3].
- 1991: Cюко Мидзуно[нидерл.], симфония № 2 «Сакура». Токийский симфонический оркестр.
- 1994: Hans Stähli. Симфония «Sinfonische Dichtung Tokachi[англ.]». Симфонический оркестр Саппоро[4].
- 1997, 2012: произведения лауреатов в Тору Такемицу композиционном конкурсе[англ.][5]. Токийский симфонический оркестр. Жюри 1997 г. —  Анри Дютийё; 2012 г. — Тосио Хосокава.
- 2011: Тоцука. «Zweischenspiel» (Интерлюдия). «Zu einer Geschichte» (К одной повести). (Philharmonia Aeterna)[6].
- 2012: Тоцука. «Симфония».
- 2013: Осаму Кацуки. Опера «Демонический пруд: ясяга икэ». В новом национальном театре Токио[англ.][7](сезон 2012/2013).
- 2013: Тоцука. «Увартюра (2009)» (Overture (2009)). Такарадзука симфонический оркестр. В Хюого художественном центре[англ.].
- 2014: Тоцука. «Апокалипсис» (Apokalypse).
- 2015: Тоцука. «Восхождение на небеса» (Aufstieg zum Himmel).
- 2015: Тоцука. «Скерцо» (Scherzo).
- 2017: Тоцука. «Passion Christi». Камерная музыка. Камерный оркестр Киото.
- 2018: Тоцука. «Эпос о Гильгамеше» (Aus dem Gilgamesch-Epos).

## Дискография
- «Laci Boldemann», композитор-Boldemann Laci[англ.], Swedish society discofil, 1988.   (недоступная ссылка) Проверено 1 ноября 2024.
- «Works by Toshio Hosokawa VII», композитор — Тосио Хосокава, Fontec records, 1997.
- «Tokachi symphonic poem» № 4, композитор —  Hans Stähli, Bella musica education, 1998.
- «Ген-ё», композитор — Ясусукэ Сиба[яп.], 2016.